# Flessione (meccanica)
La flessione è uno degli sforzi o sollecitazioni elementari cui può essere soggetto un corpo, insieme alla compressione, la trazione, il taglio e la torsione. La sollecitazione che la provoca è detta momento flettente. Per semplicità, si può dire che un corpo è soggetto ad uno sforzo di flessione quando, per effetto dei vincoli cui è sottoposto, reagisce, opponendosi, ad un sistema di forze ad esso applicate che tenderebbero a farlo ruotare attorno ad un proprio punto.

Una trave prima e dopo l'applicazione di una forza

Nella pratica una trave è sollecitata a flessione quando è sottoposta ad un sistema di carichi che possiede una componente perpendicolare all'asse longitudinale, generando un momento flettente che provoca l'incurvatura della trave stessa.
Nella trave sottoposta a flessione nascono delle tensioni unitarie di trazione e compressione, idealmente separate da uno strato di fibre detto "asse neutro" (x) che non subisce alcun allungamento o accorciamento.
In una generica sezione di una trave soggetta a flessione la tensione unitaria si calcola con la seguente relazione detta formula di Navier:
- {\displaystyle \sigma _{f}} è la sollecitazione unitaria (MPa);
- Mf è il momento flettente (Nmm)
- y è la distanza di un'area elementare dall'asse neutro (mm);
- J è il momento d'inerzia della sezione rispetto all'asse neutro (mm4)

Il principio di resistenza a rottura per flessione fu scoperto da Galileo Galilei e dimostrato con criteri statico-geometrici nel trattato Discorsi e dimostrazioni matematiche intorno a due nuove scienze del 1638 (giornata 2 - proposizione 1). Il matematico Leonhard Euler analizzò poi le deformazioni per flessione nei corpi elastici. Dopo gli esperimenti sulla rottura dei materiali svolti in Olanda, Francia e Inghilterra nel Seicento e Settecento fu definita una teoria tecnica della resistenza a flessione dall'ingegnere francese Claude-Louis Navier nel trattato Resumè des lecons del 1826 (Libro I - capitolo III flexion) che definì la formula di Navier perfezionata da De Saint-Venant nella seconda metà dell'Ottocento.

## Prova di piegamento
La prova di piegamento è una prova tecnologica che si usa solo sui materiali duttili per valutarne la duttilità. Essa non è una prova di resistenza dei materiali.
Un tondino di materiale, di diametro d viene avvolto attorno ad un cilindro di raggio r. La prova di piegamento viene convenzionalmente effettuata per 90° o 180°.
Si considera positiva se sulla superficie esterna del tondo non si presentano screpolature, altrimenti è negativa. Per questo la prova non fornisce valori numerici.
La prova viene effettuata anche per il controllo di saldatura dei metalli, registrando l'angolo in corrispondenza del quale compaiono le screpolature sul tondino.
Le normative per effettuare le prove di piegamento sono emesse dalla ASTM per gli acciai.
In generale esse prevedono anche le dimensioni di r e d in base alla duttilità del materiale.